# Sachse (Texas)
Sachse ist eine Stadt im Dallas County im Bundesstaat Texas der Vereinigten Staaten. Das U.S. Census Bureau hat bei der Volkszählung 2020 eine Einwohnerzahl von 27.103 ermittelt.

## Geografie
Die 25,6 km² große Stadt liegt fünf Kilometer nordöstlich von Garland und 30 Kilometer nordöstlich von Dallas.

## Geschichte
Sachse wurde 1845 durch den deutschen Einwanderer William Sachse gegründet. Das formale Gründungsjahr war 1886, als Sachse Land für einen Bahnhof der Gulf, Colorado and Santa Fe Railway zur Verfügung stellte.

## Demografische Daten
Nach der Volkszählung im Jahr 2000 lebten hier 9.751 Menschen in 3.224 Haushalten und 2.746 Familien. Die Bevölkerungsdichte betrug 386,9 Einwohner pro km². Ethnisch betrachtet setzte sich die Bevölkerung zusammen aus 87,34 % weißer Bevölkerung, 4,63 % Afroamerikanern, 0,65 % amerikanischen Ureinwohnern, 2,15 % Asiaten, 0,01 % Bewohnern aus dem pazifischen Inselraum und 3,37 % aus anderen ethnischen Gruppen. Etwa 1,85 % waren gemischter Abstammung und 8,21 % der Bevölkerung waren spanischer oder lateinamerikanischer Abstammung.
Von den 3.224 Haushalten hatten 51,5 % Kinder unter 18 Jahre, die im Haushalt lebten. 75,3 % davon waren verheiratete, zusammenlebende Paare. 7,1 % waren allein erziehende Mütter und 14,8 % waren keine Familien. 11,2 % aller Haushalte waren Singlehaushalte und in 2,2 % lebten Menschen, die 65 Jahre oder älter waren. Die Durchschnittshaushaltsgröße betrug 3,02 und die durchschnittliche Größe einer Familie belief sich auf 3,28 Personen.
32,7 % der Bevölkerung waren unter 18 Jahre alt, 6,1 % von 18 bis 24, 39,3 % von 25 bis 44, 17,9 % von 45 bis 64, und 4,0 % die 65 Jahre oder älter waren. Das Durchschnittsalter war 32 Jahre. Auf 100 weibliche Personen aller Altersgruppen kamen 99,2 männliche Personen. Auf 100 Frauen im Alter von 18 Jahren und darüber kamen 97,5 Männer.
Das jährliche Durchschnittseinkommen eines Haushalts betrug 70.333 USD, das Durchschnittseinkommen einer Familie 71.918 USD. Männer hatten ein Durchschnittseinkommen von 50.582 USD gegenüber den Frauen mit 35.174 USD. Das Prokopfeinkommen betrug 25.530 USD. 4,6 % der Bevölkerung und 3,4 % der Familien lebten unterhalb der Armutsgrenze. Davon waren 4,5 % Kinder und Jugendliche unter 18 Jahren und 11,1 % waren 65 oder älter.